# Pet Sematary (film fra 2019)
Pet Sematary er en amerikansk film fra 2019 instrueret af Kevin Kölsch og Dennis Widmyer, baseret på romanen Pet Sematary af Stephen King.

## Medvirkende
- Jason Clarke som Louis Creed
- Amy Seimetz som Rachel Creed
- John Lithgow som Jud Crandall
- Maria Herrera som Marcella
- Jeté Laurence som Ellie Creed
- Hugo Lavoie som Gage Creed
- Obssa Ahmed som Victor Pascow
- Alyssa Brooke Levine som Zelda